# 吉村紘
吉村 紘（よしむら こう、2000年10月7日 - ）は、ラグビーユニオン選手。

## 略歴
福岡県北九州市出身。6歳からラグビーを始めた。
東福岡高校時代、U17日本代表に選ばれた。　高校日本代表候補にも選ばれた。
2019年、早稲田大学に入る。
2023年1月、アーリーエントリーでNECグリーンロケッツ東葛に加入。同年3月12日に行われたJAPAN RUGBY LEAGUE ONE第11節ブレイブルーパス東京戦にて先発出場でリーグワン公式戦初出場を果たした。同月、早稲田大学卒業。
2025年5月、NECグリーンロケッツ東葛を退団。